# Alberico Archinto

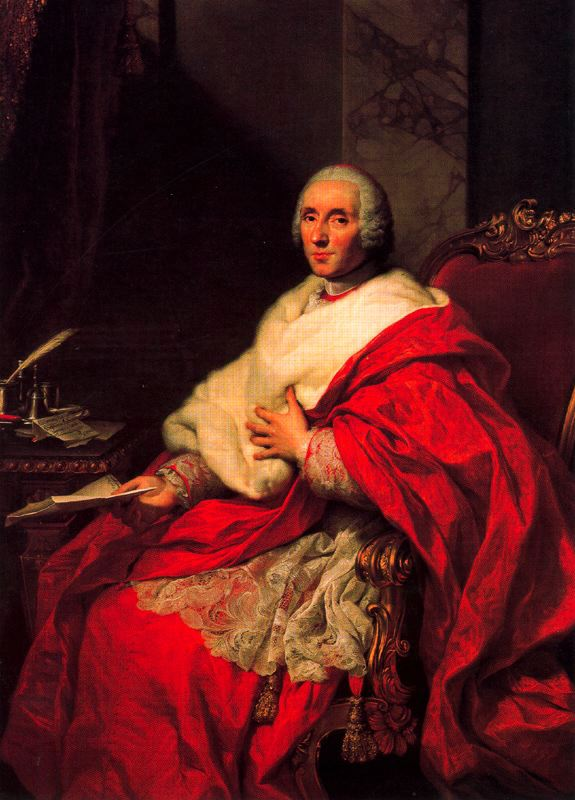
Anton Raphael Mengs: Porträt des Kardinals Alberico Archinto (Mitte 18. Jh.)

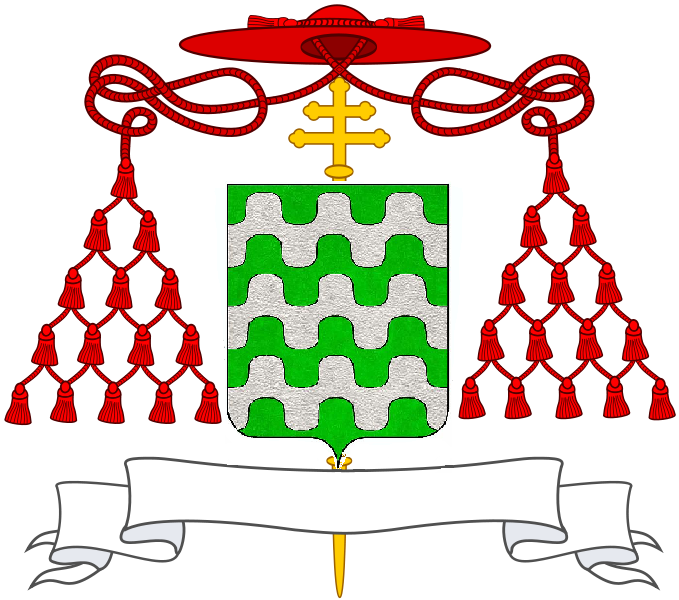
Kardinalswappen (schematische Darstellung)

Alberico Archinto (* 8. November 1698 in Mailand; † 30. September 1758 in Rom) war ein Kardinal der Römischen Kirche.

## Leben
Der Sohn des einer Mailänder Patrizierfamilie entstammenden Carlo Archinto studierte in Pavia die Rechte und schloss sein Studium mit einem Dr. jur. utr. ab. Seit 1724 an der Kurie in Rom tätig, ernannte ihn der Papst bereits am 10. Oktober 1724 zum Apostolischen Protonotar. Am 23. September 1728 zum Referendar des Tribunals der Apostolischen Signatur ernannt, war er von 1730 bis 1731 als päpstlicher Vizelegat in Bologna tätig.
Der Kommendatarabt von S. Maria di Brera, San Pietro e Paolo di Viboldone und von S. Pietro e S. Calogero di Civate, empfing am 26. Mai 1736 die Priesterweihe.
Nachdem Archinto am 30. September 1739 zum Titularerzbischof von Nicaea ernannt worden war, erhob ihn der Papst am 1. Oktober 1739 zum Thronassistenten. Die Bischofsweihe spendete ihm am 1. November 1739 in Mailand Ludovico Calini, der Bischof von Crema.
Seit dem 17. November 1739 als Nuntius in Florenz, wurde er am 1. März 1746 Nuntius in Polen. Kurz nach dem 12. März 1754 kehrte er nach Rom zurück, wo er vom 14. September 1754 bis zum 5. April 1756 Vizecamerlengo war.
Am 5. April 1756 zum Kardinal kreiert, erhielt Archinto am 24. Mai 1756 als Kardinalpriester die Titelkirche San Matteo in Via Merulana. Doch bereits am 20. September 1756 tauschte er diese gegen die Kirche San Lorenzo in Damaso.
Am 10. September 1756 zum Kardinalstaatssekretär ernannt, wurde er zehn Tage später Vizekanzler der Heiligen Römischen Kirche.
Alberico Archinto starb am 30. September 1758 gegen 22.00 Uhr.